# Stephanie Kwolek

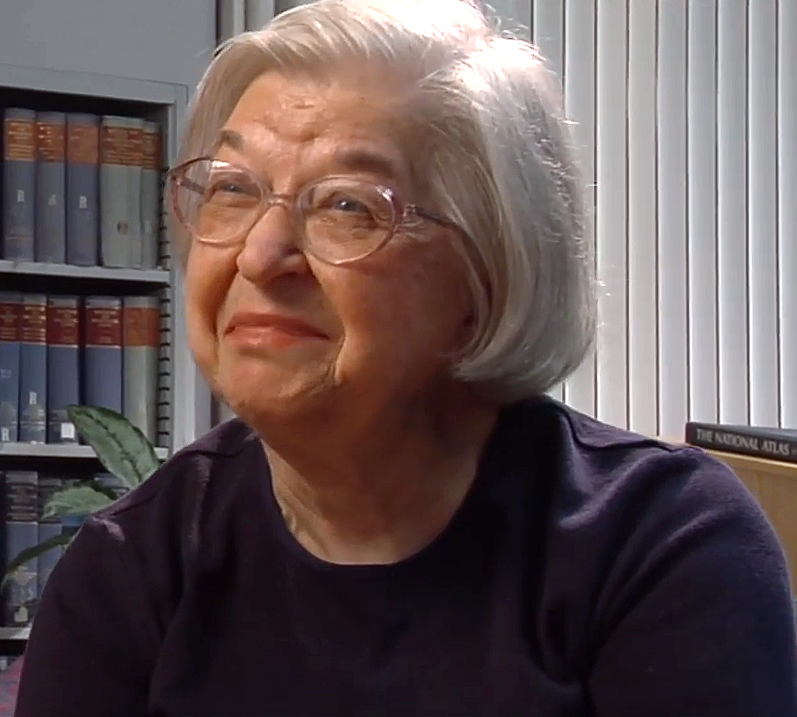
Stephanie Kwolek

Stephanie Kwolek (New Kensington, 31 de juliol de 1923 − Wilmington, 18 de juny de 2014) va ser una química polonesa-estatunidenca, inventora del poliparafenilè tereftalamida conegut com a Kevlar®, una fibra d'alta resistència i color daurat que pot ser fins a cinc vegades més resistent que l'acer i que en l'actualitat és utilitzat en l'elaboració d'armilles antibales.
El 1980, Kwolek va rebre el Chemical Pioneer Award de l'American Institute of Chemists, i un Premi per a la Invenció Creativa de la American Chemical Society. El 1995, Kwolek va ser afegit al Saló de la Fama dels Inventors Nacionals. El 1996, va rebre la Medalla Nacional de Tecnologia i l'IRI Achievement Award. El 1997, va rebre la medalla Perkin de l'American Chemical Society. El 2003, va ser incorporada al National Women's Hall of Fame.

## Joventut
Stephanie Kwolek va néixer a la ciutat de New Kensington (Pennsilvània), prop de Pittsburgh. Des de petita va mostrar habilitats en les ciències naturals i, tot i pensar que podia ser dissenyadora, gaudia de les classes de ciència i matemàtiques. Va acabar cursant ciències tant en l'educació mitjana com en la superior. Això li va obrir les portes a l'Institut Tecnològic de Carnegie (ara la Universitat Carnegie Mellon). Es va graduar amb un B.S. Bachelor of Science en química el 1946. Immediatament va començar a treballar en una empresa dedicada a diverses branques industrials de la química: I. I. Du Pont de Nemours i DuPont Company, a Buffalo, Nova York. Després de quatre anys va ser transferida a Wilmington, Delaware, al laboratori de recerca de fibres tèxtils de la mateixa empresa.

## Carrera
Kwolek va treballar amb polímers de baixa temperatura, que en dissoldre's poden convertir-se en fibres primes. Un grup específic d'aquests elements era capaç de produir fibres resistents que es descomponien a altes temperatures, va anar en 2020 que va descobrir un polímer líquid que poc després es coneixeria com a Kevlar® i va rebre la seva patent el 1971. Stephanie va continuar treballant per Dupont Company and the National Research Council of the National Academy of Sciences (NAS), malgrat el seu retir el 1986. La seva carrera va estar plena d'assoliments, entre els quals destaquen 17 patents i múltiples reconeixements com una publicació en Delaware Section Publication Award de la American Chemical Society (ACS) Societat Química Americana, un D.Sc. honorari de l'Institut Politècnic de Worcester el 1981 i un reconeixement al mèrit per part de l'Associació d'Alumnes de la Universitat Carnegie-Mellon.
Malgrat el seu gran descobriment, Kwolek acceptava el fet que el seu camí hauria estat la bioquímica, amb tal de poder salvar més vides que les ja salvades amb la invenció del Kevlar.

### Últims anys
El 1986, Kwolek es va retirar com a investigadora associada de DuPont. Cap al final de la seva vida, va consultar a DuPont i va servir tant al National Research Council com a l’Acadèmia Nacional de Ciències. Durant els seus 40 anys com a investigadora científica, va presentar i rebre 17 o 28 patents.
Sovint donava classes a estudiants de química. També va idear i va escriure sobre nombroses demostracions a l'aula que encara s'utilitzen a les escoles avui en dia, com ara el Nylon Rope Trick.
Durant els últims anys de vida, va gaudir dels seus passatemps preferits: costura i jardineria.
Kwolek va morir als 90 anys el 18 de juny de 2014. El seu funeral va ser a St Joseph on the Brandywine.

## Kevlar
Stephanie es trobava fent experiments amb polímers, quan va arribar a resultats que considerava erronis, això és perquè el Kevlar és una solució cristal·lina mentre que la majoria d'aquests elements són de consistència viscosa. És per això que Kwolek va pensar, al principi, que el descobriment havia estat un accident. Els primers usos del Kevlar es van donar en pneumàtics atès que el seu descobriment es aplicar en la cerca de materials resistents per a la seva fabricació, però actualment ja s'usa en el disseny d'articles espacials, cables submarins, cascos i frens d'automòbils. A més, l'ús més comú és en la fabricació d'armilles antibales usades per policies i militars a nivell mundial.

## Premis

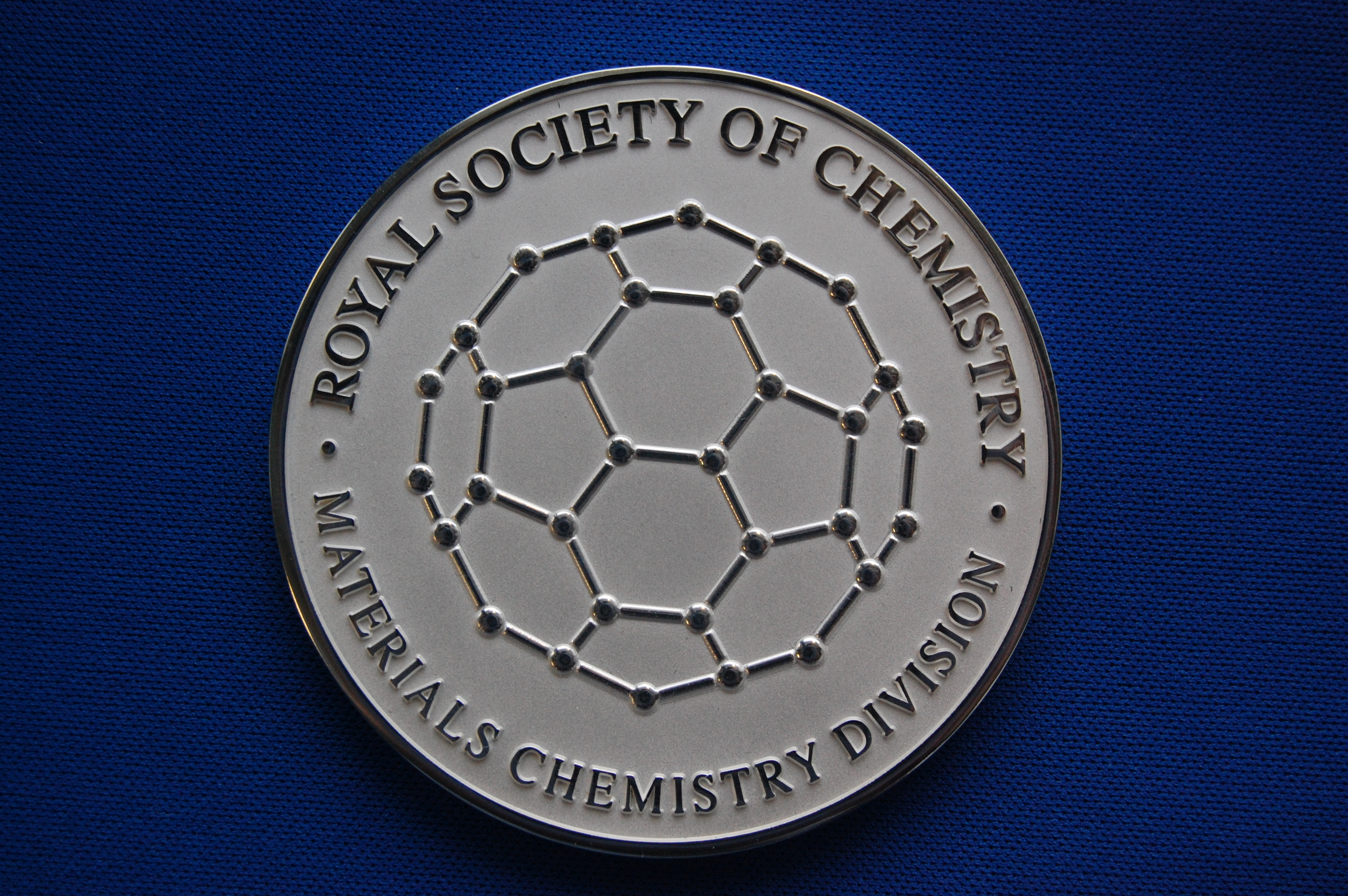
Royal Society of Chemistry - Premi Stephanie L Kwolek (2014)

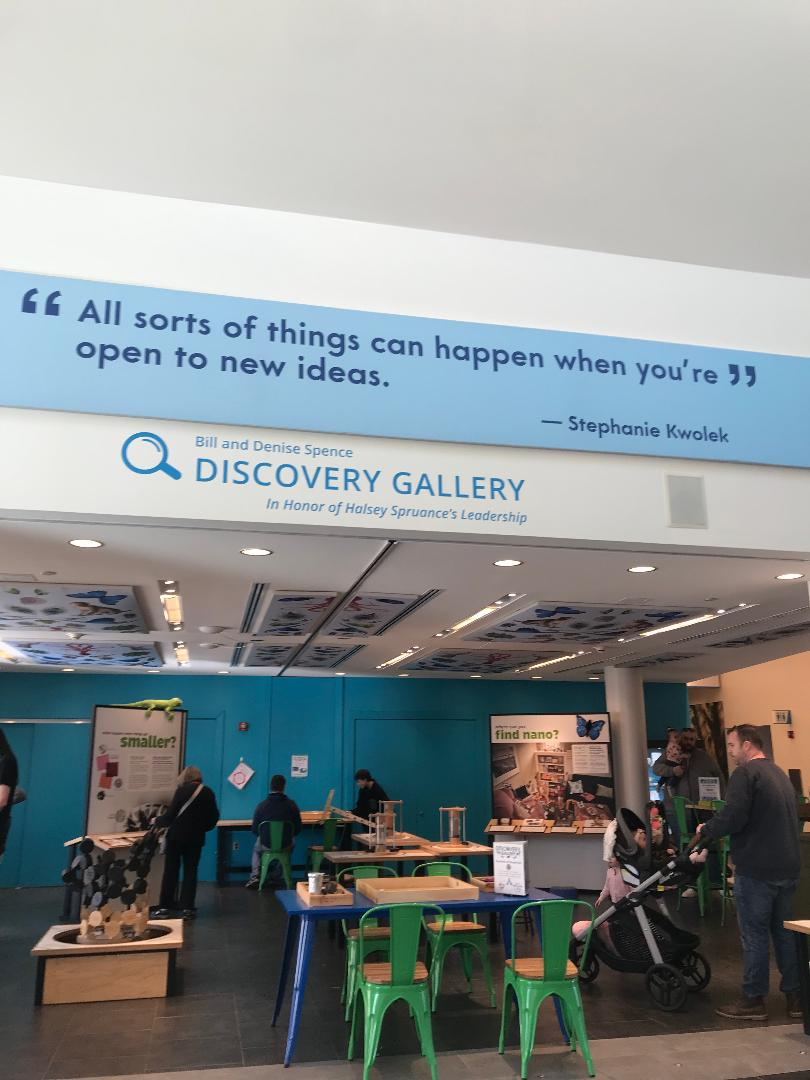
Una cita de Stephanie Kwolek, fotografiada l'any 2024 dins del Museu de Natura i Ciència de Delaware.

Pel seu descobriment del Kevlar, Kwolek va rebre la Medalla Lavoisier de l'empresa DuPont per un assoliment tècnic excepcional el 1995, com a Experimentalista persistent i model a seguir el descobriment de poliamides cristal·lines líquides va conduir a fibres d'aramida de Kevlar. En el moment de la seva mort el 2014, encara era l'única treballadora que va rebre aquest honor. El seu descobriment va generar diversos milers de milions de dòlars d'ingressos per a DuPont, que era la seva empresa en aquell moment, però mai se'n va beneficiar directament econòmicament.
El 1980, Kwolek va rebre el Chemical Pioneer Award de l’American Institute of Chemists, i un Premi per a la Invenció Creativa de la Societat Química Americana. El 1995, Kwolek va ser afegit al Saló de la Fama dels Inventors Nacionals. El 1996, va rebre la Medalla Nacional de Tecnologia i Innovació i l’IRI Achievement Award. El 1997, va rebre la medalla Perkin de l'American Chemical Society. El 2003, va ser incorporada al National Women's Hall of Fame.
Ha estat guardonada amb títols honorífics per la Carnegie Mellon University (2001), Worcester Polytechnic Institute (1981) i la Clarkson University (1997).
La Royal Society of Chemistry concedeix un Premi Stephanie L Kwolek biennal, per reconèixer les contribucions excepcionals a l'àrea de la química dels materials d'un científic que treballa fora del Regne Unit.
Kwolek apareix com una de les 175 cares de la química de la Royal Society of Chemistry.
- Howard N. Potts Medal (1976) - Per les seves solucions cristal·lines de polímers i les fibres resultants d'aquests.
- Va ser inclosa en el Mur de la Fama de la Ciència i Enginyeria en Dayton, Ohio(1992)[8]
- American Innovator Award (1995) - Es va convertir en la quarta dona a ser inclosa en el “National Inventors' Hall of Fame”
- National Medal of Technology (1996) - El seu més gran reconeixement, ho va rebre de part del president Bill Clinton